# Salida desesperada
Salida desesperada (título original: On Thin Ice) es un telefilme canadiense-estadounidense de drama de 2003, dirigido por David Attwood, escrito por Wesley Bishop, musicalizado por John Altman y Rosey, en la fotografía estuvo Jeffrey Jur, los protagonistas son Diane Keaton, Frank Adamson, Lisa Best y Lothaire Bluteau, entre otros. Este largometraje fue producido por Once Upon a Time Films y se estrenó el 3 de noviembre de 2003.

## Sinopsis
Está basado en una historia real. Patsy McCartle es una viuda que tiene dos hijos, trata de juntar plata para pagar su automóvil, las facturas y los remedios de su hijo, se le hace muy difícil. Después trabaja de narcotraficante, y termina convirtiéndose en una adicta a la metanfetamina. La única manera de salir de esa situación está en manos de sus hijos.